# Język niemiecki na terenie Austrii
Język niemiecki w Austrii – odmiana języka niemieckiego używana na terenie Austrii: austriacki język standardowy, język potoczny i dialekt.

## Rys historyczny
Począwszy od XV wieku wśród języków pisanych w Austrii i w miastach południowych Rzeszy Niemieckiej dominował wariant wschodnio-górno-niemiecki (Ostoberdeutsch) oparty na języku kancelarii cesarskiej w Wiedniu. Wariant ten używany był przez drukarzy miast południowych aż do drugiej połowy XVIII wieku. Wtedy bowiem – w latach 1774–1780 – wraz z przejęciem idei oświeceniowych i reformą szkolnictwa przeprowadzoną na zlecenie cesarzowej Marii Teresy przyjęto w Austrii język wschodnio-środkowo-niemiecki (Ostmitteldeutsch), oparty na języku kancelarii miśnieńskiej i języku Biblii Lutra. Wprowadzono naukę języka niemieckiego na podstawie norm Johanna Christopha Gottscheda i Johanna Christopha Adelunga. Szkolnictwo, czasopisma, literatura spowodowały rozwój języka mówionego, który zawierał w sobie zarówno elementy dialektu bawarskiego, jak i cechy ogólnego języka pisanego.
Po utworzeniu monarchii austro-węgierskiej w 1867 roku nasiliły się tendencje do wyrażania swojej odrębności językowej opartej na bawarskich źródłach gramatyki i słownictwa wzbogaconego o wyrazy pochodzące z wielonarodowościowego państwa austriackiego. W tym czasie po raz pierwszy pojawia się nazwa „niemczyzna austriacka” (Österreichisches Deutsch).
Niemniej jednak przyłączono się do większości ustaleń konferencji ortograficznej z 1901 w Berlinie oraz zaleceń w słowniku Konrada Dudena. W ten sposób została zachowana (względna) jednolitość pisowni niemieckiej w Austrii i w Niemczech.i

## Język niemiecki standardowy w Austrii a język niemiecki w Niemczech – różnice

### W zakresie słownictwa
Najwięcej różnic pomiędzy niemczyzną austriacką a standardem ogólnoniemieckim występuje w zakresie słownictwa. W słowniku austriacyzmów Jakoba Ebnera Wie sagt man in Österreich? Wörterbuch der österreichischen Besonderheiten (2. wyd. 1980) znajduje się ponad 4000 austriacyzmów specyficznych dla języka w Austrii. Norbert Morciniec wymienia niektóre z nich z zakresu kulinariów i gastronomii, m.in.:
- das Beisel (niem. die Kneipe, das kleine Café, pol. knajpka, kawiarenka)
- das Eiklar (niem. das Einweiß, pol. białko)
- der Einspänner (niem. der Mokka mit Sahne, pol. mała kawa ze śmietanką)
- die Germ (niem. die Hefe, pol. drożdże)
- das Häferl (niem. die Tasse, pol. filiżanka)
- der Karfiol (niem. der Blumenkohl, pol. kalafior)
- das Kipfel/das Kipferl (niem. das Hörnchen, pol. rogalik)
- die Kolatsche (niem. der Kuchen, pol. ciasto upieczone)
- der Kukuruz (niem. der Mais, pol. kukurydza)
- die Kuttel (niem. die Kaldaunen, pol. flaczki)
- die Melange (niem. die Milchkaffee, pol. kawa z mlekiem)
- das Obers (niem. die (süße) Sahne, pol. śmietanka)
- die Palatschinke (niem. der Eierkuchen, pol. naleśnik)
- der Paradeiser (niem. die Tomate, pol. pomidor)
- das Schwammerl (niem. der Pilz, pol. grzyb)
- der Topfen (niem. der Quark, pol. twarożek)
- der Wecken/das Weckerl (niem. das Brötchen, die Semmel, pol. bułka)
- die Weinbeer (niem. die Rosine, pol. rodzynka)
- die Zwetschke (niem. die Pflaume, pol. śliwka)

### W zakresie słowotwórstwa
Niemieckim sufiksom -chen i -lein odpowiadają w niemczyźnie austriackiej -l, -el, -erl, np.:
- das Hendl (kurczak z rożna)
- das Zuckerl (cukierek)
- das Sackerl (woreczek)
- das Krügel (kufelek)[6]

Różnice w tworzeniu złożeń:
- Aufnahmsprüfung (niem. Aufnahmeprüfung, pol. egzamin wstępny)
- Gesangsverein (niem. Gesangverein, pol. chór)
- Schattseite (niem. Schattenseite, pol. ciemna strona)
- Różnice w tworzeniu czasowników z sufiksem -ieren
- parkieren (niem. parken, pol. parkować)
- politieren (niem. polieren, pol. polerować)
- röntgenisieren (niem. röntgen, pol. prześwietlać)

### W zakresie gramatyki
Różnice w zakresie rodzaju gramatycznego rzeczowników:
- das Eck (niem. die Ecke, pol. kąt)
- der Gehalt (niem. das Gehalt, pol. pobory)
- der Kartoffel (niem. die Kartoffel)
- das Teller (niem. der Teller, pol. talerz)
- das Sakko (niem. der Sakko, pol. marynarka)

Różnice w tworzeniu liczby mnogiej rzeczowników:
- die Erlässe (niem. die Erlasse, pol. dekrety)
- die Saisonen (niem. die Saisons)
- die Krägen (niem. die Kragen, pol. kołnierze)

Różnice w użyciu czasowników posiłkowych w czasie Perfekt: sein zamiast haben:
- Ich bin gelegen
- Ich bin gesessen
- Ich bin gestanden

Różnice w rekcji czasownika:
- auf etwas vergesssen (niem. etwas vergessen, pol. o czymś zapomnieć)
- froh sein um etwas (niem. froh sein über etwas, pol. cieszyć się z czegoś)

Różne przyimki w grupach przyimkowych:
- am Markt (niem. auf dem Markt, pol. na targu)
- am Land (niem. auf dem Lande, pol. na wsi)
- am Kopf (niem. auf dem Kopf, pol. na głowie)

### W zakresie wymowy
- Końcowe -ig wymawiane jest jako [-ik]: Essig, ewig
- Inny akcent niż w języku ogólnoniemieckim: (akcent na pierwszej sylabie) Abteil, Marzipan, nacheinander, (akcent na ostatniej sylabie) Rokoko, Sellerie, Tabak
- Zapożyczenia z języka francuskiego: wymowa francuska: (bez samogłoski końcowej) Chance, Balance
- Nagłosowe ch- wymawiane jak {k} w wyrazach takich jak: chemisch, Chemoterapie, China, chinesisch[9].